# Россано-Венето
Россано-Венето (італ. Rossano Veneto, вен. Rosan) — муніципалітет в Італії, у регіоні Венето, провінція Віченца.
Россано-Венето розташоване на відстані близько 430 км на північ від Рима, 55 км на північний захід від Венеції, 26 км на північний схід від Віченци.
Населення — 8075 осіб (2014).
Щорічний фестиваль відбувається 8 вересня. Покровитель — Natività di Maria Vergine.

## Демографія
Населення за роками:

Станом на 1 січня 2023 року в муніципалітеті офіційно проживало 807 іноземців з 48 країн, серед них 434 громадяни країн Євросоюзу та 10 громадян України.

## Сусідні муніципалітети
- Кассола
- Читтаделла
- Галльєра-Венета
- Лорія
- Роза
- Сан-Мартіно-ді-Лупарі
- Тецце-суль-Брента